# イズミル上陸
イズミル上陸とは、1919年5月15日にギリシャ軍が行った軍事作戦で、ギリシャがエーゲ海に面した港湾都市イズミル (旧名スミルナ) およびその周辺地域に部隊を上陸させて進駐した事件である。連合国 (特にイギリス) はこの作戦を承認・監督し、軍艦をイズミル港に入港させるなどして支援した。上陸したギリシャ軍はイズミルのギリシャ系住民を前に行軍したが、この途上でオスマン帝国側からの発砲およびギリシャ軍からの応射があった他、ギリシャ軍兵士が反抗するオスマン帝国軍兵士多数を殴打したり銃剣で刺殺するなどし、ギリシャ系住民もトルコ系住民に対して暴力・略奪を働いた。これがきっかけとなって希土戦争が勃発し、イズミルはその後3年に渡ってギリシャに占領されることになった。以降、本項ではイズミルを当時の名称スミルナで記載する。 

## 前兆
第一次世界大戦末に連合国とオスマン帝国がムドロス休戦協定を締結して中東戦域での戦闘が終結すると、連合国は和平協議の名目でオスマン帝国の領土分割を進めていった。パリ講和会議の会期中に、イタリア軍がアンタルヤに上陸・進駐した上、部隊をスミルナに差し向ける気配を示した。さらにイタリアはフィウーメを含む「未回収のイタリア」を獲得できないことに抗議して講和会議の席を立ったため、イギリス首相ロイド・ジョージとギリシャ首相エレフテリオス・ヴェニゼロスは「スミルナを中心とするアイドゥン県でキリスト教徒が脅威に晒されている」という虚偽の報告書をでっちあげ、アメリカとフランスに対してギリシャの行動を支援するよう迫った。ギリシャの占領範囲と条件はその場では決定されなかったが1919年5月初旬となり、連合国軍はスミルナに上陸するギリシャ軍を支援し、上陸準備のために多数の軍艦を派遣した。 
交渉中にもヴェニゼロスはフランス首相ジョルジュ・クレマンソーに対してアイドゥン県知事ヌーレッディン・パシャがイスラム教徒にギリシャ系住民を弾圧するよう指示した、などとアイドゥン県の状況が悪化していると訴え続けた。また、イギリスの諜報機関もイタリアがアイドゥン県の秩序悪化に関与していると報告した。ヴェニゼロスは5月上旬にイタリアとオスマン帝国が協力していると連合国司令部に報告し、連合国の軍艦をスミルナに送るよう要請した。この要請は承認されたものの、直ちに実行されることはなかった。この時点では、ロイド・ジョージとイギリス外務省は、ギリシャのスミルナ上陸は「秩序を回復し、虐殺を未然に防ぐ」ことが目的であるとして、強く支持していた。 

### オスマン帝国の反応
一方、オスマン帝国の側では、ギリシャ軍上陸に備えてイズミル権利擁護オスマン協会 (İzmir Müdafaa-i Hukuk-ı Osmaniye Cemiyeti)が組織された。アイドゥン県知事・アイドゥン地区軍司令官であったヌーレッディン・パシャはオスマン協会の活動を支援していたが、同地のオスマン帝国軍部隊の弱体化を目論んだイギリス首相ロイド・ジョージの介入により県知事・地区軍司令官を解任されてしまった。後任の知事アフメド・イッゼト・ベイが3月11日、後任の地区軍司令官アリ・ナーディル・パシャが3月22日に着任した。

### 連合国艦隊
1919年5月初旬には連合国の軍艦が作戦準備のために到着し、イギリス海軍提督サマセット・ゴフ＝カルソープが指揮を執った。5月11日には、アメリカ海軍のトルコ水域派遣部隊司令官マーク・ブリストル少将がイスタンブールから到着した。スミルナ上陸に先立つ5月14日には、スミルナ周辺地域の占領が始まり、イギリス軍はカラブルンとウズンアダ、フランス軍はウルラとフォチャを占領し、ギリシャ軍はイェニカレ要塞を占領した。 

## ギリシャ軍上陸

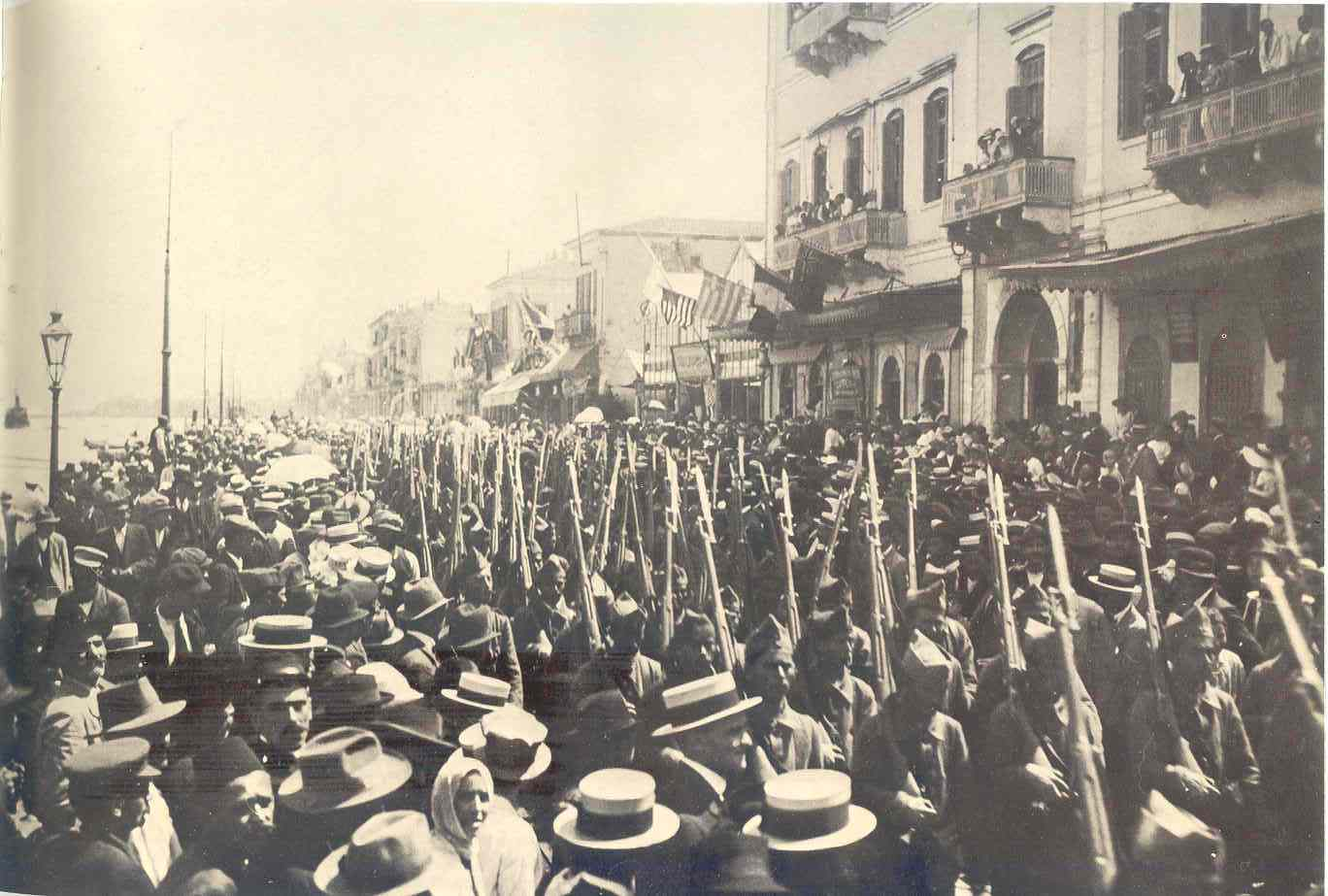
1919年5月、スミルナの海岸通りを行進するギリシャ軍

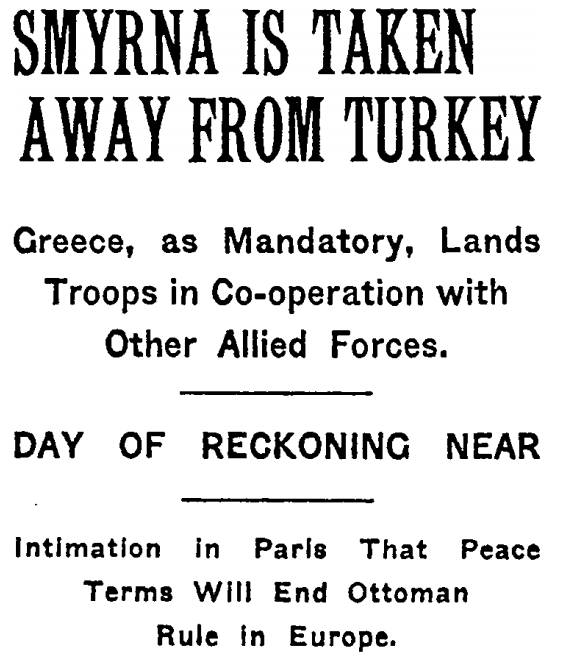
スミルナ占領を報じる1919年5月17日付ニューヨーク・タイムズの記事

1919年5月11日午後には、ギリシャ陸軍第1歩兵師団の司令官、ニコラオス・ザフェイリオウ大佐に命令が下達された。翌朝、13,000人の兵士と補助要員、輸送船14隻で構成された上陸部隊が、イギリス海軍駆逐艦3隻とギリシャ海軍駆逐艦4隻の護衛を伴ってスミルナに向かった。参加した兵士には、出発してから目的地が知らされた。 
1919年5月14日、スミルナのギリシャ代表部は翌15日にギリシャ軍が市内に入城するという声明を発表した。 この声明はスミルナのギリシャ系住民に大いに歓迎され、一方で何千人ものトルコ系住民は高台に集まって夜通し灯を点し、太鼓を叩いて抗議の意を示した。後にトルコ政府が発表した声明文では、この行動は純然たる平和的抗議ではなかったことを示唆している。同日夜、オスマン帝国当局とイタリア刑務所長は共謀して、トルコ系多数からなる囚人数百人を刑務所から釈放した。そのうちの何人かは、兵舎近くの武器庫から武器を持ち出していった。 
翌日、ギリシャのスミルナ占領が始まった。ギリシャ系住民数千人が海辺に集まり、ギリシャ軍が到着するであろうドックに向けてギリシャ国旗を打ち振った。スミルナ主教クリュソストモスは午前8時に最初に到着した部隊に祝福を与えた。上陸部隊指揮官ニコラオス・ザフェイリオウ大佐には部下を統率する意思も、それを可能にする信望もなかったうえ、占領地を統括する高等弁務官やより高位の軍関係者もいなかったため、上陸部隊の規律はたちどころに崩壊した。さらに悪いことに、第1/38エヴゾン連隊は本来上陸する場所よりも北側に上陸してしまった。このため、第1/38エヴゾン連隊は上陸を祝うギリシャ系住民の群衆をかき分けつつ、オスマン帝国政府の官舎やオスマン軍帝国軍の兵舎の前を通って南に行軍することになった。この途上でトルコ人 (トルコ系住民であったのかオスマン帝国兵であったのかは不明) が発砲し、ギリシャ軍が官舎と兵舎に数発応射するなど混乱が生じた 。オスマン帝国軍は降伏し、ギリシャ軍は一時的な捕虜収容所となる艦船にオスマン帝国兵を収容するため港に向かって行軍を始めた。港にいた連合軍将校は、ギリシャ軍が行軍中に複数のオスマン帝国兵を銃剣で刺突し、海に投げ込むのを見たと報告している。さらにオスマン帝国兵は「ヴェニゼロス万歳！」、「ギリシャ万歳！」と歓呼することを強要された。上陸作戦にあたって中立のオブザーバーを務めたイギリス人、ドナルド・ウィッタールは、オスマン帝国兵捕虜の扱いについて「侮辱を受けることなく適切に扱われた」と述べつつも、非武装の捕虜30人が虐殺されたと見積もっている。イギリス海軍の偵察巡洋艦アドヴェンチャーの艦長は、手を上げて行進していたオスマン帝国軍将校が列から引っ張り出され、ギリシャ兵に小銃の銃床で殴打されたと報告している。さらにその将校は、倒れたところを再度殴打され、銃剣で刺突された上に頭を銃撃されたという。 
上陸後、ギリシャ軍とギリシャ系住民による暴動が起き、スミルナの秩序は失われた。ユダヤ系商店もギリシャ兵の略奪を受けた。ギリシャ軍は上陸後数日に渡って約2,500人の市民を無差別に拘留し、スミルナ市内および周辺地域ではトルコ系住民に対する略奪が5月15日夜から数日に渡って続いた。 

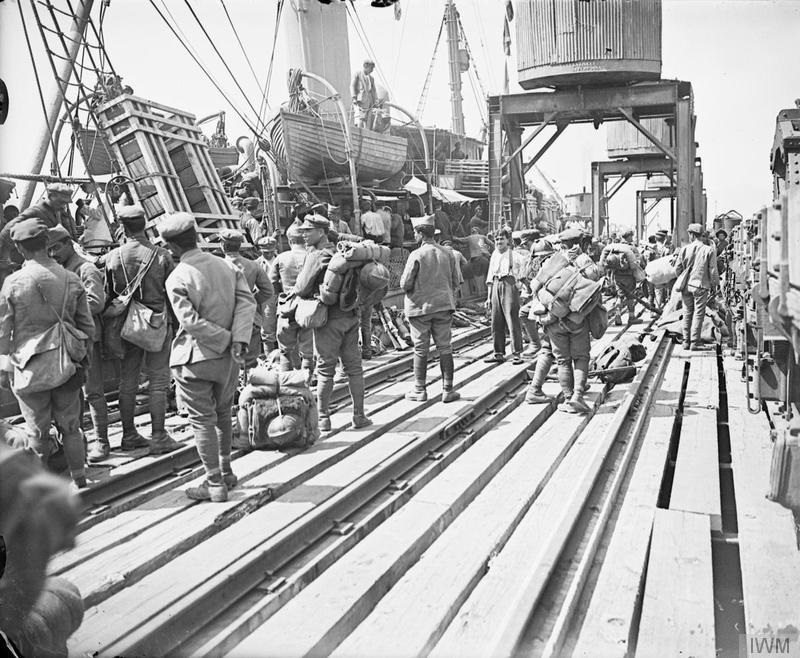
上陸するギリシャ軍

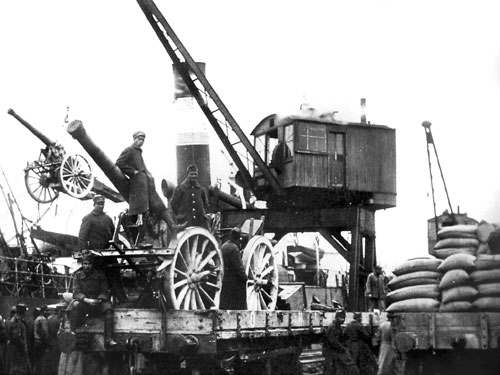
大砲を荷卸しするギリシャ軍

カルソープ提督は5月21日にスミルナを離れたが、スミルナのギリシャ軍指揮官は5月23日にアイドゥンとシュフートでの軍事作戦を拡大するよう下命し、連合国はおろか本国首相ヴェニゼロスの命令をも無視し始めた。作戦当初は大きな抵抗はなかったが、進出に伴ってトルコ系住民の反発が高まり、5月27日から6月27日までのアイドゥンの戦いなど大規模な戦闘が起きた。占領地域の多くでギリシャ軍はオスマン帝国警察を武装解除していったが、その結果ギリシャの占領に反発したトルコ系住民が暴徒と化してギリシャ系住民を殺害したり、その財産を略奪した。これは、スミルナやその周辺地域でギリシャ軍兵士やギリシャ系住民がトルコ系住民に対して行った蛮行に対する報復であった。 
6月26日に英国下院でギリシャ軍の残虐行為が暴露され大きく非難されると、イギリス政府はヴェニゼロスに対して公式調査を行うよう強い外交圧力をかけた。8月15日、ギリシャ高等弁務官率いる軍法会議は、5月15日と5月16日の武力衝突について、ギリシャ人48人、トルコ人13人、アルメニア人12人、ユダヤ1人の計74人に有罪判決を下した。 
連合国合同調査委員会によると、5月15日の死傷者は次のとおりであった。  
- ギリシャ軍：死者2名、負傷者6名
- ギリシャ系住民：死者20名、溺死者20名、負傷者60名
- トルコ系住民：死傷者 300-400名

目撃者によればトルコ系住民の犠牲者はこれより多く、スミルナ港に入港したアメリカ戦艦アリゾナの士官によれば、オスマン帝国軍およびトルコ系住民は300-500名が殺され、犠牲者は700-1000名に及ぶと推定している。また、ギリシャ軍は死者2名、負傷者15-20名、ギリシャ系住民は死者20-30名、負傷者40-50名と推定している。 この他、スミルナの国際大学のカナダ人牧師、マクラクラン師によるとトルコ系住民400-600名が殺されたという。 

## 影響
ギリシャ軍は上陸当初から、その目的が一時的な占領ではなく、西アナトリアをギリシャに恒久的に併合することであることを露わにしつつあった。これはトルコ系住民からすればギリシャ軍が占領した場所から明らかであった。トルコ系住民はギリシャ軍の展開を怒りをもって受け止め、力づくで抵抗した。上陸の際の小競り合いの後、トルコ系住民はギリシャ占領区域外のギリシャ系住民に対して過剰ともいえる報復行動を取り始めた。イスタンブールでは連合軍の行動に反対する大規模デモが行われ、アナトリアでは5月28日にオデミシュでトルコ系住民とギリシャ軍の間で最初の武力衝突が発生した。これに続いて、ギリシャ軍の前進する先々でトルコ系住民がゲリラ戦を仕掛けるようになった。 
ギリシャ軍の上陸に伴ってスミルナ占領地域が形成され、1922年9月9日までギリシャ支配下に置かれた。一方で上陸によって発生した暴力の連鎖をみた連合国の多くは、作戦への支援を渋るようになった。フランスとイタリアは、ギリシャによるスミルナの恒久的占領に反対し、1920年のセーヴル条約ではスミルナをトルコの主権下に置きつつギリシャに管理権限を与え、恒久的な主権は5年後の住民投票によって定めることとされた。ギリシャ軍の占領は、1922年9月9日にトルコ軍が入城するまで続いた。 

## 関連書籍
- Celal Erikan, Komutan Atatürk, Cilt I-II, Üçüncü Basım, Türkiye İş Bankası Kültür Yayınları, İstanbul, 2001, ISBN 975-458-288-2. （トルコ語）
- Hakkı Güvendik, Türk İstiklâl Harbi, Batı Cephesi, Yunanlıların Batı Anadolu'da İstila Hareketlerine Başlamaları, İzmir’in İşgali, Mustafa Kemal Paşa'nın Samsun’a Çıkması, Millî Mukavemet'in Kurulması (May 15ıs – 4 Eylül 1919), Cilt 2, Kısım. 1, Genkurmay Başkanlığı Basımevi, Ankara, 1963. （トルコ語）
- Michael Llewellyn-Smith, Ionian Vision : Greece in Asia Minor, 1919-1922., C. Hurst, 1999, London, New edition, 2nd impression.
- Zekeriya Türkmen, Mütareke Döneminde Ordunun Durumu ve Yeniden Yapılanması (1918–1920), Türk Tarih Kurumu Basımevi, 2001, ISBN 975-16-1372-8. （トルコ語）
- Solomonidis (1984年). “Greece in Asia Minor: The Greek Administration in the Vilayet of Aydin”.   University of London, King's College. 2014年6月5日閲覧。